# 3377 Lodewijk
3377 Lodewijk eller 4122 P-L är en asteroid i huvudbältet som upptäcktes den 24 september 1960 av den nederländsk-amerikanske astronomen Tom Gehrels och det nederländska astronomparet Ingrid van Houten-Groeneveld och Cornelis Johannes van Houten vid Palomarobservatoriet. Den är uppkallad efter astronomen Lodewyk Woltjer.
Asteroiden har en diameter på ungefär 7 kilometer och den tillhör asteroidgruppen Koronis.